# Finis coronat opus
Finis coronat opus (ч. „финис коронат опус”) значи Крај крунише дело. (Овидије)

## Порекло изреке
Изрекао велики римски песник Овидије у смени старе и нове ере.

## Изрека на српском језику
На српском језику се каже: „Конац дело краси.”

## Тумачење
Права, истинска вредност неког дела (рада) ће се распознати тек по његовом завршетку. Крај треба да буде круна свему.

## Изрека у савременој пракси
У доњем делу грба Сејшела, облика штита, као гесло државе је на траци исписано: Finis coronat opus.